# Língua de sinais moçambicana
A Língua de Sinais Moçambicana (em Portugal: Língua Gestual Moçambicana) é a língua de sinais (pt: língua gestual) usada pela comunidade surda em Moçambique.